# Benetton B197
Chronologie des modèles (1997)
Benetton B196 Benetton B198
La Benetton B197 est la monoplace de Formule 1 engagée par l'écurie italienne  Benetton Formula dans le cadre du championnat du monde de Formule 1 1997. Elle est pilotée par le Français Jean Alesi et l'Autrichien Gerhard Berger qui effectuent leur deuxième saison au sein de l'écurie italienne. Le pilote essayeur est l'Autrichien Alexander Wurz, qui remplace Berger, victime de problèmes aux sinus pendant trois courses à la mi-saison.

## Historique
La Benetton B197 est une évolution de sa devancière, la Benetton B196. La voiture a été allégée et les systèmes de différentiel hydraulique et de direction assistée ont été retravaillés. La B197 s'avère être une monoplace très fiable avec six abandons en trente-quatre engagements, dont un seul sur ennui mécanique, lors du Grand Prix du Canada, où Alexander Wurz abandonne à la suite d'un problème de transmission. Le principal défaut de la monoplace italienne est son incapacité à mettre ses pneumatiques en température sur les circuits à faible adhérence, en particulier lors des séances de qualifications. Malgré ce problème, les deux pilotes de l'écurie italienne signent une pole position chacun et Gerhard Berger signe deux meilleurs tours.
Gerhard Berger obtient la seule victoire de Benetton Formula, lors de son retour en compétition après trois courses d'absence à la suite d'un problème aux sinus, au Grand Prix d'Allemagne. Il s'agit de la dernière victoire de sa carrière. Jean Alesi termine quant à lui à cinq reprises sur le podium avec notamment quatre deuxièmes places. Pour ses débuts en Formule 1, Alexander Wurz termine troisième du Grand Prix de Grande-Bretagne après deux courses auxquelles il a dû abandonner.
À la fin de la saison, Benetton Formula termine troisième du championnat des constructeurs avec 67 points. Jean Alesi rejoint l'écurie Sauber et Gerhard Berger quitte la Formule 1. La Benetton B197 est engagée lors des championnats Euroboss.

## Résultats en championnat du monde de Formule 1

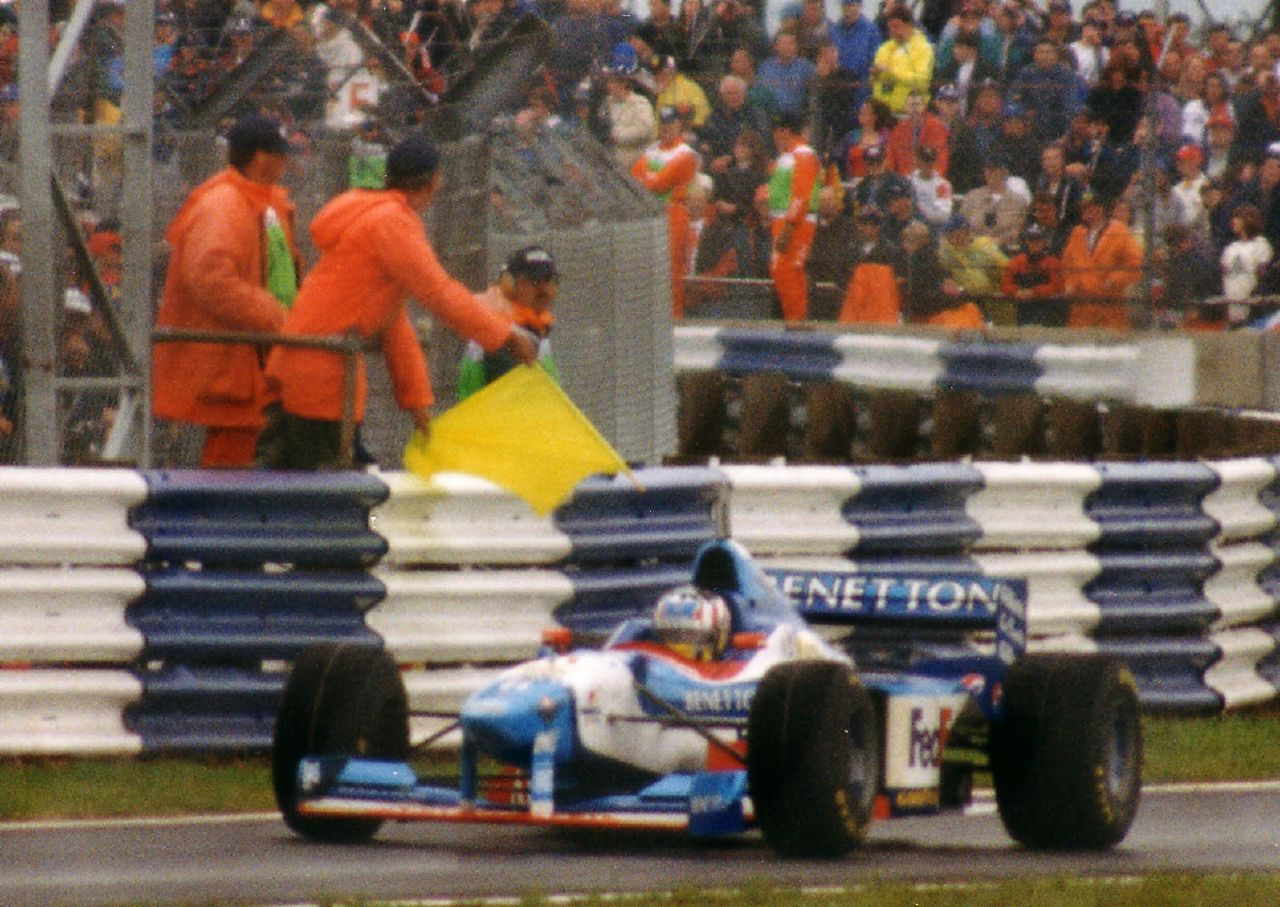
Alexander Wurz à bord de la Benetton B197 lors du Grand Prix de Grande-Bretagne.

| Saison | Écurie                      | Moteur                 | Pneus    | Pilotes        | Courses | Courses | Courses | Courses | Courses | Courses | Courses | Courses | Courses | Courses | Courses | Courses | Courses | Courses | Courses | Courses | Courses | Points inscrits | Classement |
| Saison | Écurie                      | Moteur                 | Pneus    | Pilotes        | 1       | 2       | 3       | 4       | 5       | 6       | 7       | 8       | 9       | 10      | 11      | 12      | 13      | 14      | 15      | 16      | 17      | Points inscrits | Classement |
| ------ | --------------------------- | ---------------------- | -------- | -------------- | ------- | ------- | ------- | ------- | ------- | ------- | ------- | ------- | ------- | ------- | ------- | ------- | ------- | ------- | ------- | ------- | ------- | --------------- | ---------- |
| 1997   | Mild Seven Benetton Renault | Renault RS9 / RS9B V10 | Goodyear |                | AUS     | BRÉ     | ARG     | SMR     | MON     | ESP     | CAN     | FRA     | GBR     | ALL     | HON     | BEL     | ITA     | AUT     | LUX     | JAP     | EUR     | 67              | 3e         |
| 1997   | Mild Seven Benetton Renault | Renault RS9 / RS9B V10 | Goodyear | Jean Alesi     | Abd     | 6e      | 7e      | 5e      | Abd     | 3e      | 2e      | 5e      | 2e      | 6e      | 11e     | 8e      | 2e      | Abd     | 2e      | 5e      | 13e     | 67              | 3e         |
| 1997   | Mild Seven Benetton Renault | Renault RS9 / RS9B V10 | Goodyear | Gerhard Berger | 4e      | 2e      | 6e      | Abd     | 9e      | 10e     |         |         |         | 1er     | 8e      | 6e      | 7e      | 10e     | 4e      | 8e      | 4e      | 67              | 3e         |
| 1997   | Mild Seven Benetton Renault | Renault RS9 / RS9B V10 | Goodyear | Alexander Wurz |         |         |         |         |         |         | Abd     | Abd     | 3e      |         |         |         |         |         |         |         |         | 67              | 3e         |

Légende : ici 